# Brazoria
Brazoria  é um gênero botânico da família Lamiaceae

## Espécies
- Brazoria arenaria
- Brazoria pulcherrima
- Brazoria roemeriana
- Brazoria scuttelarioides
- Brazoria scutellarioides
- Brazoria truncata